# Киоа
Киоа (фидж. Kioa) — остров в Фиджи. Административно входит в состав провинции Такаундрове.

## География
Остров Киоа расположен в южной части Тихого океана, к юго-востоку от острова Вануа-Леву, одного из двух главных островов Фиджи. Отделён от Вануа-Леву проливом Бука. Площадь — около 25 км².

## История
В 1853 году Киоа был выкуплен капитаном Оуэном у вождя туи-какау. С тех пор остров использовался под плантации кокосовой пальмы. В 1946 году остров был выкуплен за £3000 выходцами с острова Ваитупу из Тувалу.

## Население
Остров Киоа находится в свободном владении выходцев с острова Ваитупу и является одним из двух островов в Фиджи, который населён представителями других стран Океании (второй — остров Рамби, расположенный неподалёку и являющийся домом для сообщества с острова Банаба в Кирибати).
В начале 2005 года фиджийское правительство приняло решение о предоставлении гражданства Фиджи 635 жителям Киоа и Рамби. Официальная церемония состоялась 15 декабря 2005 года.
В феврале 2006 года австралийский учёный родом из Тувалу, Дон Кеннеди, выступил с предложением о переселении всех жителей государства Тувалу, которому грозит затопление в случае повышения уровня Мирового океана, на Киоа. Премьер-министр Тувалу, Маатиа Тоафа, заявил, что правительство страны рассматривает эту идею, однако план по переселению не считается приоритетным.
Хотя Киоа административно является частью провинции Такаундрове, остров наделён автономией в вопросах самоуправления, которое осуществляется Островным советом Киоа (англ. Kioa Island Council).